# Șiștarovăț

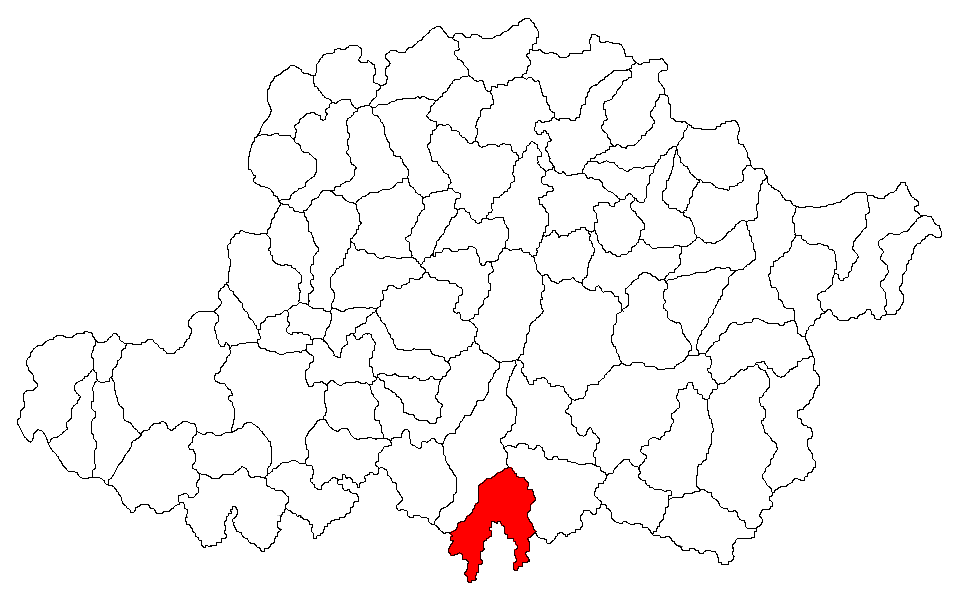
Lage der Gemeinde Șiștarovăț im Kreis Arad

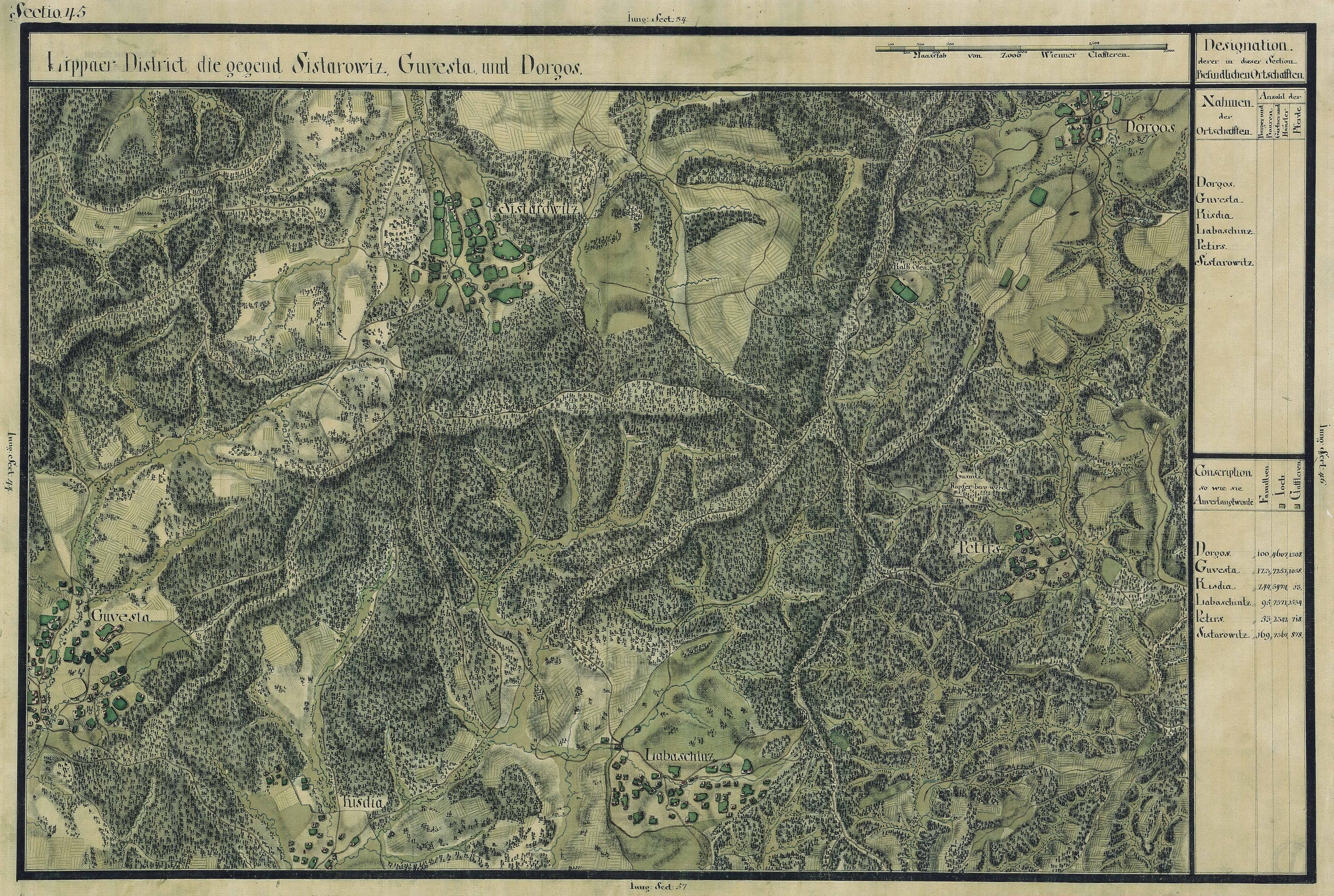
Șiștarovăț (Sistarovicz) auf der Josephinischen Landaufnahme von 1769–1772.

Șiștarovăț (veraltet Dâmbu-Timișan; deutsch Schischtarowetz, ungarisch Sistaróc) ist eine Gemeinde im Kreis Arad, im Banat, im Westen Rumäniens. Zu der Gemeinde Șiștarovăț gehören auch die Dörfer Cuveșdia, Labașinț und Varnița.

## Geografische Lage
Șiștarovăț liegt im Süden des Kreises Arad, an der Grenze zum Kreis Timiș, in den Lipovaer Hügeln, in 40 km Entfernung von der Kreishauptstadt Arad und 10 km von Lipova.

## Nachbarorte
| Neudorf | Lipova                                      | Alioș    |
| Mașloc  | Kompassrose, die auf Nachbargemeinden zeigt | Varnița  |
| Comeat  | Coșarii                                     | Labașinț |

## Geschichte
Die erste urkundliche Erwähnung der Ortschaft stammt aus dem Jahr 1440.
Im Laufe der Jahrhunderte traten verschiedene Schreibweisen des Ortsnamens auf: 1440 Alsó-Szesztarócz, Felső-Szesztarócz, 1477 Sestarowczy, 1506 Sestharowczy, 1717–1723 Schefdaroffzi, 1723–1725 Sistaroz, 1808 Szisztarovecz, Sistarovec, 1828 Sistarovatz, 1839 Szistarovecz, 1851, 1858 Sistarovecz, 1863 Sistarovetz, Sistarovecz, 1873, 1877 Sistarovec, 1882 Sistarovetz, Sistarovecz, Sistarovetiu, 1893 Sistarovetz, 1900 Sistarovecz, 1909 Şiştaroveţ, Sistárovecz, 1910 Sistarócz, 1921 Şiştarovăţ, Sistarócz, 1925 Şistarovăţ, 1932, 1956 Şiştarovăţ.
Nach dem Frieden von Karlowitz (1699) kam Arad und das Maroscher Land unter österreichische Herrschaft, während das Banat südlich der Marosch bis zum Frieden von Passarowitz (1718) unter Türkenherrschaft verblieb. Auf der Josephinischen Landaufnahme ist Sistarowiz eingetragen. Infolge des Österreichisch-Ungarischen Ausgleichs (1867) wurde das Arader Land, wie das gesamte Banat und Siebenbürgen, dem Königreich Ungarn innerhalb der Doppelmonarchie Österreich-Ungarn angegliedert. Die amtliche Ortsbezeichnung war Sistaróc. Der Vertrag von Trianon am 4. Juni 1920 hatte die Grenzregulierung zur Folge, wodurch Șiștarovăț an das Königreich Rumänien fiel.

## Bevölkerungsentwicklung
| 1880 | 3192 | 3159 | 10 | 11 | 12 |
| 1910 | 3535 | 3420 | 54 | 48 | 13 |
| 1930 | 2969 | 2908 | 40 | 14 | 7  |
| 1977 | 890  | 887  | 1  | 1  | 1  |
| 1992 | 398  | 377  | 1  | -  | 20 |
| 2002 | 383  | 362  | 4  | -  | 17 |
| 2021 | 340  | 295  | -  | 2  | 43 |

## Persönlichkeiten
- Sever Bocu (1874–1951), rumänischer Politiker und Journalist[5]